# Myiopharus punctilucis
Myiopharus punctilucis är en tvåvingeart som först beskrevs av Townsend 1927.  Myiopharus punctilucis ingår i släktet Myiopharus och familjen parasitflugor.
Artens utbredningsområde är Peru. Inga underarter finns listade i Catalogue of Life.